# Divizia A de handbal feminin 2020-2021
Divizia A de handbal feminin 2020−2021 a fost a 55-a ediție a eșalonului valoric secund al campionatului național de handbal feminin românesc. Competiția a purtat anterior numele Categoria B sau Divizia B, însă a fost redenumită în 1996, când fosta Divizie A a devenit Liga Națională. Întrecerea este organizată anual de Federația Română de Handbal (FRH). Începând din anul competițional 2018−2019, Divizia A se desfășoară cu trei sau patru serii, după ce anterior s-a desfășurat cu două serii.
Conform regulamentului, la sfârșitul competiției două echipe au promovat direct în Liga Națională 2021-2022, iar alte două au primit dreptul de participare la un baraj de promovare.
Astfel, la sfârșitul ediției 2020-2011 au promovat direct în Liga Națională ediția 2021-2022, echipele CSM Deva și CSU Știința București, clasate pe locurile 1 și 2 după terminarea turneului final. Echipele clasate pe locurile 3 și 4, Corona Brașov și CSM Roman, împreună cu echipele clasate pe locurile 11 și 12 în Liga Națională ediția 2020-2021, au participat la un turneu de baraj. La finalul turneului de baraj, cele două echipe din Liga Națională și-au păstrat locul, iar celelalte două echipe au rămas în Divizia A, nereușind promovarea.

## Săli
FRH a decis desfășurarea campionatului în sistem turneu, cu partide pe terenuri neutre, fără spectatori. Sălile în care se vor juca turneele sunt:
| Seria A                                                 | Seria B                                                     | Seria C                                                        |
| ------------------------------------------------------- | ----------------------------------------------------------- | -------------------------------------------------------------- |
| Sfântu Gheorghe (3–5 decembrie 2020) Etapele I, II, III | Sfântu Gheorghe (2–5 decembrie 2020) Etapele I, II, III, IV | Brașov (2–5 decembrie 2020) Etapele I, II, III, IV             |
| Sala Sporturilor „Kati Szabó” Capacitate: 1.200         | Arena Sepsi Capacitate: 3.000                               | Sala „Dumitru Popescu Colibași” Capacitate: 1.570              |
|                                                         |                                                             |                                                                |
| Brăila (11–14 februarie 2021) Etapele IV, V, VI, VII    | Târgu Jiu (11–14 februarie 2021) Etapele V, VI, VII, VIII   | Râmnicu Vâlcea (11–14 februarie 2021) Etapele V, VI, VII, VIII |
| Sala Polivalentă „Danubius” Capacitate: 2.000           | Sala Sporturilor Capacitate: 1.223                          | Sala de Sport a Colegiului Energetic Capacitate:               |
|                                                         |                                                             |                                                                |
|                                                         | Târgu Jiu (5–7 martie 2021) Etapele IX, X, XI               | Slobozia (5–7 martie 2021) Etapele IX, X, XI                   |
|                                                         | Sala Sporturilor Capacitate: 1.223                          | Sala Sporturilor „Andreea Nica” Capacitate: 150                |
|                                                         |                                                             |                                                                |
| Bacău (9–11 aprilie 2021) Etapele VIII, IX, X           | Deva (9–11 aprilie 2021) Etapele XII, XIII, XIV             | Slobozia (9–11 aprilie 2021) Etapele XII, XIII, XIV            |
| Sala Sporturilor Capacitate: 2.000                      | Sala Sporturilor Capacitate: 1.200                          | Sala Sporturilor „Andreea Nica” Capacitate: 150                |
|                                                         |                                                             |                                                                |
| Blejoi (14–16 mai 2021) Turneul final                   |                                                             |                                                                |
| Sala Polivalentă Capacitate: 500                        |                                                             |                                                                |
|                                                         |                                                             |                                                                |

## Echipe participante
Începând cu ediția 2018−2019, Divizia A se desfășoară cu trei sau patru serii de câte 6−7 echipe fiecare, împărțite pe criterii geografice, cu scopul de a limita deplasările lungi și a reduce astfel costurile. În ediția 2020−2021, componența celor trei serii a fost:
| În seria A au concurat 6 echipe: - CS Știința Bacău - Corona Brașov - HC Dunărea Brăila II - HCF Piatra Neamț - CSM Roman - CSU Târgoviște În seria C au concurat 7 echipe: - CSM București II - CSU Știința București - CS Danubius Călărași - CSU Neptun Constanța - CNE Râmnicu Vâlcea - ACS Amy Slatina - HCM Slobozia | În seria B au concurat 7 echipe: - CS Gloria 2018 Bistrița-Năsăud II - CSM Deva - CS Universitar Oradea - CS Universitatea Reșița - CNE Sfântu Gheorghe - CSM Târgu Jiu - CSU de Vest Timișoara |

## Regulament
Regulamentul de desfășurare a ediției 2020-21 a Diviziei A de handbal feminin a fost aprobat pe 28 octombrie 2020, a intrat în vigoare pe 29 octombrie 2020 și conține un calendar preliminar al partidelor, cu mențiunea că datele acestora se pot modifica cu acordul echipelor.

## Partide
Meciurile din sezonul regulat al ediției 2020-21 a Diviziei A de handbal feminin s-au jucat în sistem fiecare cu fiecare, cu tur și retur între două echipe din fiecare serie, iar programul acestora a fost alcătuit după Tabela Berger. La sfârșitul sezonului regulat a avut loc un turneu final, la care au luat parte echipele clasate pe primele două locuri și echipele clasate pe cele mai bune două locuri 3 în fiecare din cele trei serii ale Diviziei A. Echipele clasate pe primele două locuri au promova direct în Liga Națională, în timp ce echipele clasate pe locurile 3−4 au participat la un baraj de promovare cu locurile 11 și 12 din Liga Națională. Nu au avut drept de promovare în Liga Națională: echipele secunde ale cluburilor din Liga Națională, echipele de junioare, echipele CNE și echipele CNOPJ.
Calendarul competițional preliminar s-a stabilit în ședința Consiliului de Administrație al FRH din data de 28 octombrie 2020. Datele exacte de desfășurare a partidelor au fost publicate ulterior.

## Seria A

### Clasament
|  | Echipe care vor participa la turneul final |
|  | Echipă exclusă din Divizia A               |

Clasament valabil pe 14 aprilie 2021, refăcut după eliminarea rezultatele echipei HC Dunărea Brăila II, fără drept de promovare și excluderea echipei CSU Târgoviște.
| Poz. | Echipa             | J | V | E | Î | GM  | GP  | DG   | P   |
| ---- | ------------------ | - | - | - | - | --- | --- | ---- | --- |
| 1    | Corona Brașov      | 8 | 8 | 0 | 0 | 220 | 126 | + 94 | 24  |
| 2    | HCF Piatra Neamț   | 8 | 6 | 0 | 2 | 180 | 148 | + 32 | 18  |
| 3    | CSM Roman          | 8 | 4 | 0 | 4 | 136 | 143 | – 7  | 12  |
| 4    | CS Știința Bacău   | 8 | 2 | 0 | 6 | 130 | 169 | – 39 | 6   |
| 5    | CSU Târgoviște1)2) | 8 | 0 | 0 | 8 | 0   | 80  | – 80 | – 6 |

1) CSU Târgoviște a fost penalizată cu 6 puncte pentru neprezentare.
2) CSU Târgoviște a fost exclusă din campionat și penalizată pecuniar cu 3.000 lei cu interdicția de a se înscrie în campionat în sezonul următor deoarece, conform articolului 5, aliniatul 5.1  din Regulamentul de desfășurare a competiției, nu s-a prezentat la două meciuri.

Clasament valabil pe 12 aprilie 2021.
| Poz. | Echipa               | J  | V  | E | Î  | GM  | GP  | DG    | P  |
| ---- | -------------------- | -- | -- | - | -- | --- | --- | ----- | -- |
| 1    | Corona Brașov        | 10 | 10 | 0 | 0  | 278 | 167 | + 111 | 30 |
| 2    | HC Dunărea Brăila II | 10 | 7  | 1 | 2  | 223 | 195 | + 28  | 22 |
| 3    | HCF Piatra Neamț     | 10 | 6  | 1 | 3  | 230 | 199 | + 31  | 19 |
| 4    | CSM Roman            | 10 | 4  | 0 | 6  | 177 | 193 | – 16  | 12 |
| 5    | CS Știința Bacău     | 10 | 2  | 0 | 8  | 176 | 230 | – 54  | 6  |
| 6    | CSU Târgoviște       | 10 | 0  | 0 | 10 | 0   | 100 | – 100 | 0  |

### Rezultate în tur
Date oficiale publicate de Federația Română de Handbal

### Etapa I
| 3 decembrie 2020 15:30 | CSM Roman | 17 - 14 | CS Știința Bacău      | Sala Sporturilor „Kati Szabó”, Sfântu Gheorghe Arbitri: Doană, Gociu |
| 3 decembrie 2020 15:30 | Adin 6    | (8-6)   | Frăsinel, Pădurariu 3 | Sala Sporturilor „Kati Szabó”, Sfântu Gheorghe Arbitri: Doană, Gociu |
| 3 decembrie 2020 15:30 | Cronica   |         |                       | Sala Sporturilor „Kati Szabó”, Sfântu Gheorghe Arbitri: Doană, Gociu |

| 3 decembrie 2020 18:10 | HC Dunărea Brăila II | 21 - 29 | Corona Brașov | Sala Sporturilor „Kati Szabó”, Sfântu Gheorghe Arbitri: Geaburu, Mitran |
| 3 decembrie 2020 18:10 | Conțu 5              | (10-14) | Smbatian 5    | Sala Sporturilor „Kati Szabó”, Sfântu Gheorghe Arbitri: Geaburu, Mitran |
| 3 decembrie 2020 18:10 | Cronica              |         |               | Sala Sporturilor „Kati Szabó”, Sfântu Gheorghe Arbitri: Geaburu, Mitran |

| 3 decembrie 2020 | CSU Târgoviște | 0 – 10 | HCF Piatra Neamț | Sala Sporturilor „Kati Szabó”, Sfântu Gheorghe |
| 3 decembrie 2020 | Cronica        |        |                  | Sala Sporturilor „Kati Szabó”, Sfântu Gheorghe |
| 3 decembrie 2020 |                |        |                  | Sala Sporturilor „Kati Szabó”, Sfântu Gheorghe |

### Etapa II
| 4 decembrie 2020 12:50 | HCF Piatra Neamț | 19 - 18 | CSM Roman    | Sala Sporturilor „Kati Szabó”, Sfântu Gheorghe Arbitri: Doană, Gociu |
| 4 decembrie 2020 12:50 | Miron 7          | (9-8)   | Apopuțoaie 5 | Sala Sporturilor „Kati Szabó”, Sfântu Gheorghe Arbitri: Doană, Gociu |
| 4 decembrie 2020 12:50 | Cronica          |         |              | Sala Sporturilor „Kati Szabó”, Sfântu Gheorghe Arbitri: Doană, Gociu |

| 4 decembrie 2020 15:30 | Corona Brașov | 40 - 15 | CS Știința Bacău                | Sala Sporturilor „Kati Szabó”, Sfântu Gheorghe Arbitri: Biriș, Coroban |
| 4 decembrie 2020 15:30 | Gogîrlă 8     | (17-8)  | Croitoriu, Frăsinel, Grigoriu 3 | Sala Sporturilor „Kati Szabó”, Sfântu Gheorghe Arbitri: Biriș, Coroban |
| 4 decembrie 2020 15:30 | Cronica       |         |                                 | Sala Sporturilor „Kati Szabó”, Sfântu Gheorghe Arbitri: Biriș, Coroban |

| 4 decembrie 2020 | HC Dunărea Brăila II | 10 – 0 | CSU Târgoviște | Sala Sporturilor „Kati Szabó”, Sfântu Gheorghe |
| 4 decembrie 2020 | Cronica              |        |                | Sala Sporturilor „Kati Szabó”, Sfântu Gheorghe |
| 4 decembrie 2020 |                      |        |                | Sala Sporturilor „Kati Szabó”, Sfântu Gheorghe |

### Etapa III
| 5 decembrie 2020 9:30 | CSM Roman | 18 - 24 | HC Dunărea Brăila II | Sala Sporturilor „Kati Szabó”, Sfântu Gheorghe Arbitri: Geaburu, Mitran |
| 5 decembrie 2020 9:30 | Roșu 7    | (7-12)  | Iordache 6           | Sala Sporturilor „Kati Szabó”, Sfântu Gheorghe Arbitri: Geaburu, Mitran |
| 5 decembrie 2020 9:30 | Cronica   |         |                      | Sala Sporturilor „Kati Szabó”, Sfântu Gheorghe Arbitri: Geaburu, Mitran |

| 5 decembrie 2020 | CSU Târgoviște | 0 – 10 | Corona Brașov | Sala Sporturilor „Kati Szabó”, Sfântu Gheorghe |
| 5 decembrie 2020 | Cronica        |        |               | Sala Sporturilor „Kati Szabó”, Sfântu Gheorghe |
| 5 decembrie 2020 |                |        |               | Sala Sporturilor „Kati Szabó”, Sfântu Gheorghe |

| 5 decembrie 2020 11:45 | CS Știința Bacău | 24 - 27 | HCF Piatra Neamț | Sala Sporturilor „Kati Szabó”, Sfântu Gheorghe Arbitri: Biriș, Coroban |
| 5 decembrie 2020 11:45 | (11-14)          |         |                  | Sala Sporturilor „Kati Szabó”, Sfântu Gheorghe Arbitri: Biriș, Coroban |
| 5 decembrie 2020 11:45 | Cronica          |         |                  | Sala Sporturilor „Kati Szabó”, Sfântu Gheorghe Arbitri: Biriș, Coroban |

### Etapa IV
| 11 februarie 2021 13:00 | HC Dunărea Brăila II | 28 - 21 | CS Știința Bacău | Sala Polivalentă „Danubius”, Brăila Arbitri: Costache, Vasile |
| 11 februarie 2021 13:00 | Ichim 6              | (14-13) | Pădurariu 5      | Sala Polivalentă „Danubius”, Brăila Arbitri: Costache, Vasile |
| 11 februarie 2021 13:00 | Cronica              |         |                  | Sala Polivalentă „Danubius”, Brăila Arbitri: Costache, Vasile |

| 11 februarie 2021 15:40 | Corona Brașov             | 35 – 25 | HCF Piatra Neamț | Sala Polivalentă „Danubius”, Brăila Arbitri: Chirițoiu, Neagu |
| 11 februarie 2021 15:40 | Berbece, Gogîrlă, Olaru 5 | (18-13) | Miron 10         | Sala Polivalentă „Danubius”, Brăila Arbitri: Chirițoiu, Neagu |
| 11 februarie 2021 15:40 | Cronica                   |         |                  | Sala Polivalentă „Danubius”, Brăila Arbitri: Chirițoiu, Neagu |

| 11 februarie 2021 18:20 | CSU Târgoviște | 0 – 10 | CSM Roman | Sala Polivalentă „Danubius”, Brăila |
| 11 februarie 2021 18:20 | Cronica        |        |           | Sala Polivalentă „Danubius”, Brăila |
| 11 februarie 2021 18:20 |                |        |           | Sala Polivalentă „Danubius”, Brăila |

### Etapa V
| 12 februarie 2021 11:00 | HCF Piatra Neamț | 27 - 27 | HC Dunărea Brăila II | Sala Polivalentă „Danubius”, Brăila Arbitri: Costache, Vasile |
| 12 februarie 2021 11:00 | Macovei, Miron 9 | (14-15) | Ichim 7              | Sala Polivalentă „Danubius”, Brăila Arbitri: Costache, Vasile |
| 12 februarie 2021 11:00 | Cronica          |         |                      | Sala Polivalentă „Danubius”, Brăila Arbitri: Costache, Vasile |

| 12 februarie 2021 13:40 | CSM Roman | 20 - 33 | Corona Brașov | Sala Polivalentă „Danubius”, Brăila Arbitri: Geaburu, Mitran |
| 12 februarie 2021 13:40 | Adin 11   | (6-16)  | Gogîrlă 10    | Sala Polivalentă „Danubius”, Brăila Arbitri: Geaburu, Mitran |
| 12 februarie 2021 13:40 | Cronica   |         |               | Sala Polivalentă „Danubius”, Brăila Arbitri: Geaburu, Mitran |

| 12 februarie 2021 | CS Știința Bacău | 10 – 0 | CSU Târgoviște | Sala Polivalentă „Danubius”, Brăila |
| 12 februarie 2021 | Cronica          |        |                | Sala Polivalentă „Danubius”, Brăila |
| 12 februarie 2021 |                  |        |                | Sala Polivalentă „Danubius”, Brăila |

### Clasament tur
Clasament valabil pe 12 februarie 2021, la finalul turului.
| Poz. | Echipa               | J | V | E | Î | GM  | GP  | DG   | P  |
| ---- | -------------------- | - | - | - | - | --- | --- | ---- | -- |
| 1    | Corona Brașov        | 5 | 5 | 0 | 0 | 147 | 81  | + 66 | 15 |
| 2    | HC Dunărea Brăila II | 5 | 1 | 1 | 1 | 110 | 95  | + 15 | 10 |
| 3    | HCF Piatra Neamț     | 5 | 3 | 1 | 1 | 108 | 104 | + 4  | 10 |
| 4    | CSM Roman            | 5 | 2 | 0 | 3 | 83  | 90  | – 7  | 6  |
| 5    | CS Știința Bacău     | 5 | 1 | 0 | 4 | 84  | 112 | – 24 | 3  |
| 6    | CSU Târgoviște       | 5 | 0 | 0 | 5 | 0   | 50  | – 50 | 0  |

### Rezultate în retur
Date oficiale publicate de Federația Română de Handbal

### Etapa VI
| 13 februarie 2021 13:40 | CS Știința Bacău | 17 - 21 | CSM Roman | Sala Polivalentă „Danubius”, Brăila Arbitri: Geaburu, Mitran |
| 13 februarie 2021 13:40 | Manoilă 7        | (5-13)  | Adin 7    | Sala Polivalentă „Danubius”, Brăila Arbitri: Geaburu, Mitran |
| 13 februarie 2021 13:40 | Cronica          |         |           | Sala Polivalentă „Danubius”, Brăila Arbitri: Geaburu, Mitran |

| 13 februarie 2021 16:20 | Corona Brașov | 29 - 20 | HC Dunărea Brăila II | Sala Polivalentă „Danubius”, Brăila Arbitri: Chirițoiu, Neagu |
| 13 februarie 2021 16:20 | Gogîrlă 11    | (15-9)  | Bălăceanu 5          | Sala Polivalentă „Danubius”, Brăila Arbitri: Chirițoiu, Neagu |
| 13 februarie 2021 16:20 | Cronica       |         |                      | Sala Polivalentă „Danubius”, Brăila Arbitri: Chirițoiu, Neagu |

| 13 februarie 2021 | HCF Piatra Neamț | 10 – 0 | CSU Târgoviște | Sala Polivalentă „Danubius”, Brăila |
| 13 februarie 2021 | Cronica          |        |                | Sala Polivalentă „Danubius”, Brăila |
| 13 februarie 2021 |                  |        |                | Sala Polivalentă „Danubius”, Brăila |

### Etapa VII
| 14 februarie 2021 10:00 | CSM Roman | 20 - 30 | HCF Piatra Neamț | Sala Polivalentă „Danubius”, Brăila Arbitri: Costache, Vasile |
| 14 februarie 2021 10:00 | Adin 6    | (10-10) | Mazilu, Miron 8  | Sala Polivalentă „Danubius”, Brăila Arbitri: Costache, Vasile |
| 14 februarie 2021 10:00 | Cronica   |         |                  | Sala Polivalentă „Danubius”, Brăila Arbitri: Costache, Vasile |

| 14 februarie 2021 12:40 | CS Știința Bacău | 20 - 31 | Corona Brașov | Sala Polivalentă „Danubius”, Brăila Arbitri: Geaburu, Mitran |
| 14 februarie 2021 12:40 | Pădurariu 8      | (12-15) | Bujor 6       | Sala Polivalentă „Danubius”, Brăila Arbitri: Geaburu, Mitran |
| 14 februarie 2021 12:40 | Cronica          |         |               | Sala Polivalentă „Danubius”, Brăila Arbitri: Geaburu, Mitran |

| 14 februarie 2021 | CSU Târgoviște | 0 – 10 | HC Dunărea Brăila II | Sala Polivalentă „Danubius”, Brăila |
| 14 februarie 2021 | Cronica        |        |                      | Sala Polivalentă „Danubius”, Brăila |
| 14 februarie 2021 |                |        |                      | Sala Polivalentă „Danubius”, Brăila |

### Etapa VIII
| 9 aprilie 2021 13:00 | HCF Piatra Neamț | 33 - 20 | CS Știința Bacău | Sala Sporturilor, Bacău Arbitri: Costache, Vasile |
| 9 aprilie 2021 13:00 | Mazilu 9         | (12-9)  | Pădurariu 7      | Sala Sporturilor, Bacău Arbitri: Costache, Vasile |
| 9 aprilie 2021 13:00 | Cronica          |         |                  | Sala Sporturilor, Bacău Arbitri: Costache, Vasile |

| 9 aprilie 2021 15:40 | HC Dunărea Brăila II | 26 - 23 | CSM Roman | Sala Sporturilor, Bacău Arbitri: Doană, Gociu |
| 9 aprilie 2021 15:40 | Ichim 8              | (11-11) | Neamțu 10 | Sala Sporturilor, Bacău Arbitri: Doană, Gociu |
| 9 aprilie 2021 15:40 | Cronica              |         |           | Sala Sporturilor, Bacău Arbitri: Doană, Gociu |

| 9 aprilie 2021 18:20 | Corona Brașov | 10 – 0 | CSU Târgoviște | Sala Sporturilor, Bacău |
| 9 aprilie 2021 18:20 | Cronica       |        |                | Sala Sporturilor, Bacău |
| 9 aprilie 2021 18:20 |               |        |                | Sala Sporturilor, Bacău |

### Etapa IX
| 10 aprilie 2021 11:00 | HCF Piatra Neamț | 26 – 31 | Corona Brașov | Sala Sporturilor, Bacău Arbitri: Costache, Vasile |
| 10 aprilie 2021 11:00 | Miron 10         | (10-15) | Gogîrlă 9     | Sala Sporturilor, Bacău Arbitri: Costache, Vasile |
| 10 aprilie 2021 11:00 | Cronica          |         |               | Sala Sporturilor, Bacău Arbitri: Costache, Vasile |

| 10 aprilie 2021 13:40 | CS Știința Bacău | 25 - 33 | HC Dunărea Brăila II | Sala Sporturilor, Bacău Arbitri: Doană, Gociu |
| 10 aprilie 2021 13:40 | Manoilă 10       | (15-19) | Epureanu 9           | Sala Sporturilor, Bacău Arbitri: Doană, Gociu |
| 10 aprilie 2021 13:40 | Cronica          |         |                      | Sala Sporturilor, Bacău Arbitri: Doană, Gociu |

| 10 aprilie 2021 18:20 | CSM Roman | 10 – 0 | CSU Târgoviște | Sala Sporturilor, Bacău |
| 10 aprilie 2021 18:20 | Cronica   |        |                | Sala Sporturilor, Bacău |
| 10 aprilie 2021 18:20 |           |        |                | Sala Sporturilor, Bacău |

### Etapa X
| 11 aprilie 2021 10:00 | Corona Brașov | 30 - 20 | CSM Roman      | Sala Sporturilor, Bacău Arbitri: Costache, Vasile |
| 11 aprilie 2021 10:00 | Gogîrlă 8     | (15-11) | Adin, Neamțu 6 | Sala Sporturilor, Bacău Arbitri: Costache, Vasile |
| 11 aprilie 2021 10:00 | Cronica       |         |                | Sala Sporturilor, Bacău Arbitri: Costache, Vasile |

| 11 aprilie 2021 12:40 | HC Dunărea Brăila II | 24 - 23 | HCF Piatra Neamț | Sala Sporturilor, Bacău Arbitri: Doană, Gociu |
| 11 aprilie 2021 12:40 | Axinte, Gașpar 7     | (11-12) | Mazilu, Miron 7  | Sala Sporturilor, Bacău Arbitri: Doană, Gociu |
| 11 aprilie 2021 12:40 | Cronica              |         |                  | Sala Sporturilor, Bacău Arbitri: Doană, Gociu |

| 11 aprilie 2021 15:20 | CSU Târgoviște | 0 – 10 | CS Știința Bacău | Sala Sporturilor, Bacău |
| 11 aprilie 2021 15:20 | Cronica        |        |                  | Sala Sporturilor, Bacău |
| 11 aprilie 2021 15:20 |                |        |                  | Sala Sporturilor, Bacău |

## Seria B

### Clasament
|  | Echipe care vor participa la turneul final |

Clasament valabil pe 12 aprilie 2021, refăcut după eliminarea rezultatelor echipelor CS Gloria 2018 Bistrița-Năsăud II și CNE Sfântu Gheorghe, fără drept de promovare.
| Poz. | Echipa                  | J | V | E | Î | GM  | GP  | DG   | P  |
| ---- | ----------------------- | - | - | - | - | --- | --- | ---- | -- |
| 1    | CSM Deva1)              | 8 | 7 | 0 | 1 | 264 | 206 | + 58 | 21 |
| 2    | CSM Târgu Jiu           | 8 | 7 | 0 | 1 | 267 | 196 | + 71 | 21 |
| 3    | CS Universitar Oradea   | 8 | 3 | 0 | 5 | 219 | 244 | – 25 | 9  |
| 4    | CSU de Vest Timișoara   | 8 | 2 | 0 | 6 | 198 | 267 | – 69 | 6  |
| 5    | CS Universitatea Reșița | 8 | 1 | 0 | 7 | 193 | 228 | – 35 | 3  |

1) CSM Deva și CSM Târgu Jiu au terminat sezonul la egalitate de puncte, iar departajarea s-a făcut conform articolului 3, aliniatul 3.1.1., punctul b) din Regulamentul de desfășurare a competiției, echipa din Deva având un număr mai mare de goluri marcate în deplasare, în meciurile directe cu echipa din Târgu Jiu (CSM Târgu Jiu - CSM Deva: 32–26 / CSM Deva - CSM Târgu Jiu: 29–23).
Clasament valabil pe 12 aprilie 2021.
| Poz. | Echipa                            | J  | V  | E | Î  | GM  | GP  | DG    | P  |
| ---- | --------------------------------- | -- | -- | - | -- | --- | --- | ----- | -- |
| 1    | CSM Târgu Jiu                     | 12 | 11 | 0 | 1  | 405 | 296 | + 109 | 33 |
| 2    | CSM Deva                          | 12 | 11 | 0 | 1  | 391 | 287 | + 104 | 33 |
| 3    | CS Gloria 2018 Bistrița-Năsăud II | 12 | 8  | 0 | 4  | 302 | 273 | + 29  | 24 |
| 4    | CS Universitar Oradea             | 12 | 5  | 0 | 7  | 321 | 344 | – 23  | 15 |
| 5    | CSU de Vest Timișoara             | 12 | 3  | 1 | 8  | 299 | 389 | – 90  | 10 |
| 6    | CNE Sfântu Gheorghe               | 12 | 1  | 2 | 9  | 302 | 384 | – 82  | 5  |
| 7    | CS Universitatea Reșița           | 12 | 1  | 1 | 10 | 282 | 329 | – 47  | 4  |

### Rezultate în tur
Date oficiale publicate de Federația Română de Handbal

### Etapa I
| 2 decembrie 2020 13:40 | CS Gloria 2018 Bistrița-Năsăud II | 24 - 19 | CNE Sfântu Gheorghe | Arena Sepsi, Sfântu Gheorghe Arbitri: Chicuș, Olteanu |
| 2 decembrie 2020 13:40 | Pica 8                            | (12-12) | Bichir 5            | Arena Sepsi, Sfântu Gheorghe Arbitri: Chicuș, Olteanu |
| 2 decembrie 2020 13:40 | Cronica                           |         |                     | Arena Sepsi, Sfântu Gheorghe Arbitri: Chicuș, Olteanu |

| 2 decembrie 2020 16:20 | CS Universitar Oradea | 27 - 42 | CSM Târgu Jiu | Arena Sepsi, Sfântu Gheorghe Arbitri: Ciulei, Stoia |
| 2 decembrie 2020 16:20 | Deaconu, Surducan 6   | (9-18)  | Predoi 7      | Arena Sepsi, Sfântu Gheorghe Arbitri: Ciulei, Stoia |
| 2 decembrie 2020 16:20 | Cronica               |         |               | Arena Sepsi, Sfântu Gheorghe Arbitri: Ciulei, Stoia |

| 2 decembrie 2020 19:00 | CS Universitatea Reșița | 27 - 28 | CSU de Vest Timișoara | Arena Sepsi, Sfântu Gheorghe Arbitri: Lungu, Paraschiv |
| 2 decembrie 2020 19:00 | Vlădășel 6              | (14-14) | Loi 8                 | Arena Sepsi, Sfântu Gheorghe Arbitri: Lungu, Paraschiv |
| 2 decembrie 2020 19:00 | Cronica                 |         |                       | Arena Sepsi, Sfântu Gheorghe Arbitri: Lungu, Paraschiv |

CSM Deva a stat.

### Etapa II
| 3 decembrie 2020 11:00 | CSM Deva | 35 - 30 | CS Universitar Oradea | Arena Sepsi, Sfântu Gheorghe Arbitri: Chicuș, Olteanu |
| 3 decembrie 2020 11:00 | Malac 7  | (18-13) | Abodi 8               | Arena Sepsi, Sfântu Gheorghe Arbitri: Chicuș, Olteanu |
| 3 decembrie 2020 11:00 | Cronica  |         |                       | Arena Sepsi, Sfântu Gheorghe Arbitri: Chicuș, Olteanu |

| 3 decembrie 2020 13:40 | CSU de Vest Timișoara | 19 - 33 | CS Gloria 2018 Bistrița-Năsăud II | Arena Sepsi, Sfântu Gheorghe Arbitri: Ciulei, Stoia |
| 3 decembrie 2020 13:40 | Bobu 7                | (11-16) | Pica 7                            | Arena Sepsi, Sfântu Gheorghe Arbitri: Ciulei, Stoia |
| 3 decembrie 2020 13:40 | Cronica               |         |                                   | Arena Sepsi, Sfântu Gheorghe Arbitri: Ciulei, Stoia |

| 3 decembrie 2020 16:20 | CSM Târgu Jiu | 31 - 22 | CS Universitatea Reșița | Arena Sepsi, Sfântu Gheorghe Arbitri: Mociornea, Savin |
| 3 decembrie 2020 16:20 | Obedeanu 7    | (12-8)  | Vlădășel 8              | Arena Sepsi, Sfântu Gheorghe Arbitri: Mociornea, Savin |
| 3 decembrie 2020 16:20 | Cronica       |         |                         | Arena Sepsi, Sfântu Gheorghe Arbitri: Mociornea, Savin |

CNE Sfântu Gheorghe a stat.

### Etapa III
| 4 decembrie 2020 11:00 | CNE Sfântu Gheorghe | 28 - 28 | CSU de Vest Timișoara | Arena Sepsi, Sfântu Gheorghe Arbitri: Chicuș, Olteanu |
| 4 decembrie 2020 11:00 |                     | (17-12) | Bobu 10               | Arena Sepsi, Sfântu Gheorghe Arbitri: Chicuș, Olteanu |
| 4 decembrie 2020 11:00 | Cronica             |         |                       | Arena Sepsi, Sfântu Gheorghe Arbitri: Chicuș, Olteanu |

| 4 decembrie 2020 13:40 | CS Gloria 2018 Bistrița-Năsăud II | 18 - 24 | CSM Târgu Jiu | Arena Sepsi, Sfântu Gheorghe Arbitri: Lungu, Paraschiv |
| 4 decembrie 2020 13:40 | Savcin 6                          | (9-12)  | Zinatulina 6  | Arena Sepsi, Sfântu Gheorghe Arbitri: Lungu, Paraschiv |
| 4 decembrie 2020 13:40 | Cronica                           |         |               | Arena Sepsi, Sfântu Gheorghe Arbitri: Lungu, Paraschiv |

| 4 decembrie 2020 16:20 | CS Universitatea Reșița | 28 - 38 | CSM Deva | Arena Sepsi, Sfântu Gheorghe Arbitri: Mociornea, Savin |
| 4 decembrie 2020 16:20 | Vlădășel 14             | (15-19) | Malac 12 | Arena Sepsi, Sfântu Gheorghe Arbitri: Mociornea, Savin |
| 4 decembrie 2020 16:20 | Cronica                 |         |          | Arena Sepsi, Sfântu Gheorghe Arbitri: Mociornea, Savin |

CS Universitar Oradea a stat.

### Etapa IV
| 5 decembrie 2020 10:00 | CSM Târgu Jiu | 40 - 28 | CNE Sfântu Gheorghe | Arena Sepsi, Sfântu Gheorghe Arbitri: Mociornea, Savin |
| 5 decembrie 2020 10:00 | Toader 9      | (21-8)  | Bichir 8            | Arena Sepsi, Sfântu Gheorghe Arbitri: Mociornea, Savin |
| 5 decembrie 2020 10:00 | Cronica       |         |                     | Arena Sepsi, Sfântu Gheorghe Arbitri: Mociornea, Savin |

| 5 decembrie 2020 12:40 | CSM Deva | 26 - 21 | CS Gloria 2018 Bistrița-Năsăud II | Arena Sepsi, Sfântu Gheorghe Arbitri: Ciulei, Stoia |
| 5 decembrie 2020 12:40 | Malac 8  | (14-11) | Pica 6                            | Arena Sepsi, Sfântu Gheorghe Arbitri: Ciulei, Stoia |
| 5 decembrie 2020 12:40 | Cronica  |         |                                   | Arena Sepsi, Sfântu Gheorghe Arbitri: Ciulei, Stoia |

| 5 decembrie 2020 15:20 | CS Universitar Oradea | 25 - 21 | CS Universitatea Reșița | Arena Sepsi, Sfântu Gheorghe Arbitri: Lungu, Paraschiv |
| 5 decembrie 2020 15:20 | Duțu 8                | (14-12) | Vlădășel 5              | Arena Sepsi, Sfântu Gheorghe Arbitri: Lungu, Paraschiv |
| 5 decembrie 2020 15:20 | Cronica               |         |                         | Arena Sepsi, Sfântu Gheorghe Arbitri: Lungu, Paraschiv |

CSU de Vest Timișoara a stat.

### Etapa V
| 11 februarie 2021 13:00 | CS Gloria 2018 Bistrița-Năsăud II | 19 - 18 | CS Universitar Oradea | Sala Sporturilor, Târgu Jiu Arbitri: Cruceru, Eremia |
| 11 februarie 2021 13:00 | Țanc 6                            | (12-12) | Abodi 6               | Sala Sporturilor, Târgu Jiu Arbitri: Cruceru, Eremia |
| 11 februarie 2021 13:00 | Cronica                           |         |                       | Sala Sporturilor, Târgu Jiu Arbitri: Cruceru, Eremia |

| 11 februarie 2021 15:40 | CNE Sfântu Gheorghe | 20 - 41 | CSM Deva | Sala Sporturilor, Târgu Jiu Arbitri: Badea, Doană |
| 11 februarie 2021 15:40 | (9-19)              |         |          | Sala Sporturilor, Târgu Jiu Arbitri: Badea, Doană |
| 11 februarie 2021 15:40 | Cronica             |         |          | Sala Sporturilor, Târgu Jiu Arbitri: Badea, Doană |

| 11 februarie 2021 18:20 | CSU de Vest Timișoara | 20 - 41 | CSM Târgu Jiu | Sala Sporturilor, Târgu Jiu Arbitri: Agliceriu, Turdean |
| 11 februarie 2021 18:20 | Bobu 6                | (9-18)  | Neacșu 7      | Sala Sporturilor, Târgu Jiu Arbitri: Agliceriu, Turdean |
| 11 februarie 2021 18:20 | Cronica               |         |               | Sala Sporturilor, Târgu Jiu Arbitri: Agliceriu, Turdean |

CS Universitatea Reșița a stat.

### Etapa VI
| 12 februarie 2021 11:00 | CS Universitatea Reșița | 20 - 25 | CS Gloria 2018 Bistrița-Năsăud II | Sala Sporturilor, Târgu Jiu Arbitri: Badea, Doană |
| 12 februarie 2021 11:00 | Vezențan 6              | (10-11) | Țanc 8                            | Sala Sporturilor, Târgu Jiu Arbitri: Badea, Doană |
| 12 februarie 2021 11:00 | Cronica                 |         |                                   | Sala Sporturilor, Târgu Jiu Arbitri: Badea, Doană |

| 12 februarie 2021 13:40 | CS Universitar Oradea | 35 - 30 | CNE Sfântu Gheorghe | Sala Sporturilor, Târgu Jiu Arbitri: Agliceriu, Turdean |
| 12 februarie 2021 13:40 | Deaconu 8             | (15-14) |                     | Sala Sporturilor, Târgu Jiu Arbitri: Agliceriu, Turdean |
| 12 februarie 2021 13:40 | Cronica               |         |                     | Sala Sporturilor, Târgu Jiu Arbitri: Agliceriu, Turdean |

| 12 februarie 2021 16:20 | CSM Deva  | 38 - 24 | CSU de Vest Timișoara | Sala Sporturilor, Târgu Jiu Arbitri: Cruceru, Eremia |
| 12 februarie 2021 16:20 | Klimek 10 | (19-11) | Loi 8                 | Sala Sporturilor, Târgu Jiu Arbitri: Cruceru, Eremia |
| 12 februarie 2021 16:20 | Cronica   |         |                       | Sala Sporturilor, Târgu Jiu Arbitri: Cruceru, Eremia |

CSM Târgu Jiu a stat.

### Etapa VII
| 13 februarie 2021 11:00 | CNE Sfântu Gheorghe | 23 - 23 | CS Universitatea Reșița  | Sala Sporturilor, Târgu Jiu Arbitri: Cruceru, Eremia |
| 13 februarie 2021 11:00 | Bichir 8            | (7-11)  | Dumitrescu, Snakovszki 5 | Sala Sporturilor, Târgu Jiu Arbitri: Cruceru, Eremia |
| 13 februarie 2021 11:00 | Cronica             |         |                          | Sala Sporturilor, Târgu Jiu Arbitri: Cruceru, Eremia |

| 13 februarie 2021 13:40 | CSU de Vest Timișoara | 23 - 30 | CS Universitar Oradea | Sala Sporturilor, Târgu Jiu Arbitri: Badea, Doană |
| 13 februarie 2021 13:40 | Ghiocel 8             | (8-20)  | Deaconu, Tudose 6     | Sala Sporturilor, Târgu Jiu Arbitri: Badea, Doană |
| 13 februarie 2021 13:40 | Cronica               |         |                       | Sala Sporturilor, Târgu Jiu Arbitri: Badea, Doană |

| 13 februarie 2021 16:20 | CSM Târgu Jiu | 32 - 26 | CSM Deva | Sala Sporturilor, Târgu Jiu Arbitri: Agliceriu, Turdean |
| 13 februarie 2021 16:20 | Cozma 10      | (9-18)  | Malac 12 | Sala Sporturilor, Târgu Jiu Arbitri: Agliceriu, Turdean |
| 13 februarie 2021 16:20 | Cronica       |         |          | Sala Sporturilor, Târgu Jiu Arbitri: Agliceriu, Turdean |

CS Gloria 2018 Bistrița-Năsăud II a stat.

### Clasament tur
Clasament valabil pe 13 februarie 2021, la finalul turului.
| Poz. | Echipa                            | J | V | E | Î | GM  | GP  | DG   | P  |
| ---- | --------------------------------- | - | - | - | - | --- | --- | ---- | -- |
| 1    | CSM Târgu Jiu                     | 6 | 6 | 0 | 0 | 210 | 141 | + 69 | 18 |
| 2    | CSM Deva                          | 6 | 5 | 0 | 1 | 204 | 135 | + 49 | 15 |
| 3    | CS Gloria 2018 Bistrița-Năsăud II | 6 | 4 | 0 | 2 | 140 | 126 | + 14 | 12 |
| 4    | CS Universitar Oradea             | 6 | 3 | 0 | 3 | 165 | 170 | – 5  | 9  |
| 5    | CSU de Vest Timișoara             | 6 | 1 | 1 | 4 | 142 | 197 | – 53 | 4  |
| 6    | CNE Sfântu Gheorghe               | 6 | 0 | 2 | 4 | 148 | 191 | – 43 | 2  |
| 7    | CS Universitatea Reșița           | 6 | 0 | 1 | 5 | 141 | 170 | – 29 | 1  |

### Rezultate în retur
Date oficiale publicate de Federația Română de Handbal

### Etapa VIII
| 14 februarie 2021 10:00 | CNE Sfântu Gheorghe | 27 - 30 | CS Gloria 2018 Bistrița-Năsăud II | Sala Sporturilor, Târgu Jiu Arbitri: Agliceriu, Turdean |
| 14 februarie 2021 10:00 | Bichir 9            | (14-12) | Țanc 8                            | Sala Sporturilor, Târgu Jiu Arbitri: Agliceriu, Turdean |
| 14 februarie 2021 10:00 | Cronica             |         |                                   | Sala Sporturilor, Târgu Jiu Arbitri: Agliceriu, Turdean |

| 14 februarie 2021 12:40 | CSU de Vest Timișoara | 24 - 27 | CS Universitatea Reșița | Sala Sporturilor, Târgu Jiu Arbitri: Cruceru, Eremia |
| 14 februarie 2021 12:40 | Loi 8                 | (13-17) | Vlădășel 7              | Sala Sporturilor, Târgu Jiu Arbitri: Cruceru, Eremia |
| 14 februarie 2021 12:40 | Cronica               |         |                         | Sala Sporturilor, Târgu Jiu Arbitri: Cruceru, Eremia |

| 14 februarie 2021 16:20 | CSM Târgu Jiu | 27 - 25 | CS Universitar Oradea | Sala Sporturilor, Târgu Jiu Arbitri: Badea, Doană |
| 14 februarie 2021 16:20 | Ivanenko 6    | (16-11) | Boldor 7              | Sala Sporturilor, Târgu Jiu Arbitri: Badea, Doană |
| 14 februarie 2021 16:20 | Cronica       |         |                       | Sala Sporturilor, Târgu Jiu Arbitri: Badea, Doană |

CSM Deva a stat.

### Etapa IX
| 5 martie 2021 11:00 | CS Gloria 2018 Bistrița-Năsăud II | 32 - 24 | CSU de Vest Timișoara | Sala Sporturilor, Târgu Jiu Arbitri: Drăgănescu, Rădulescu |
| 5 martie 2021 11:00 | Pica 9                            | (14-10) |                       | Sala Sporturilor, Târgu Jiu Arbitri: Drăgănescu, Rădulescu |
| 5 martie 2021 11:00 | Cronica                           |         |                       | Sala Sporturilor, Târgu Jiu Arbitri: Drăgănescu, Rădulescu |

| 5 martie 2021 13:40 | CS Universitar Oradea | 25 - 40 | CSM Deva | Sala Sporturilor, Târgu Jiu Arbitri: Gorina, Melencu |
| 5 martie 2021 13:40 | Horj 6                | (7-15)  | Malac 7  | Sala Sporturilor, Târgu Jiu Arbitri: Gorina, Melencu |
| 5 martie 2021 13:40 | Cronica               |         |          | Sala Sporturilor, Târgu Jiu Arbitri: Gorina, Melencu |

| 5 martie 2021 16:20 | CS Universitatea Reșița | 23 - 32 | CSM Târgu Jiu       | Sala Sporturilor, Târgu Jiu Arbitri: Stamatoiu, Ciutacu |
| 5 martie 2021 16:20 | Snakovszki 7            | (10-18) | Cozma, Zinatulina 6 | Sala Sporturilor, Târgu Jiu Arbitri: Stamatoiu, Ciutacu |
| 5 martie 2021 16:20 | Cronica                 |         |                     | Sala Sporturilor, Târgu Jiu Arbitri: Stamatoiu, Ciutacu |

CNE Sfântu Gheorghe a stat.

### Etapa X
| 6 martie 2021 11:00 | CSM Târgu Jiu | 30 - 27 | CS Gloria 2018 Bistrița-Năsăud II | Sala Sporturilor, Târgu Jiu Arbitri: Gorina, Melencu |
| 6 martie 2021 11:00 | Zinatulina 8  | (12-15) | Moroianu, Tetean 8                | Sala Sporturilor, Târgu Jiu Arbitri: Gorina, Melencu |
| 6 martie 2021 11:00 | Cronica       |         |                                   | Sala Sporturilor, Târgu Jiu Arbitri: Gorina, Melencu |

| 6 martie 2021 13:40 | CSU de Vest Timișoara | 30 - 29 | CNE Sfântu Gheorghe | Sala Sporturilor, Târgu Jiu Arbitri: Stamatoiu, Ciutacu |
| 6 martie 2021 13:40 |                       | (16-16) | Ghiocel 8           | Sala Sporturilor, Târgu Jiu Arbitri: Stamatoiu, Ciutacu |
| 6 martie 2021 13:40 | Cronica               |         |                     | Sala Sporturilor, Târgu Jiu Arbitri: Stamatoiu, Ciutacu |

| 6 martie 2021 16:20 | CSM Deva   | 23 - 21 | CS Universitatea Reșița | Sala Sporturilor, Târgu Jiu Arbitri: Drăgănescu, Rădulescu |
| 6 martie 2021 16:20 | Gîjulete 6 | (11-11) | Vlădășel 8              | Sala Sporturilor, Târgu Jiu Arbitri: Drăgănescu, Rădulescu |
| 6 martie 2021 16:20 | Cronica    |         |                         | Sala Sporturilor, Târgu Jiu Arbitri: Drăgănescu, Rădulescu |

CS Universitar Oradea a stat.

### Etapa XI
| 7 martie 2021 11:00 | CS Universitatea Reșița | 24 - 27 | CS Universitar Oradea | Sala Sporturilor, Târgu Jiu Arbitri: Drăgănescu, Rădulescu |
| 7 martie 2021 11:00 | Snakovszki 7            | (12-15) | Boldor 9              | Sala Sporturilor, Târgu Jiu Arbitri: Drăgănescu, Rădulescu |
| 7 martie 2021 11:00 | Cronica                 |         |                       | Sala Sporturilor, Târgu Jiu Arbitri: Drăgănescu, Rădulescu |

| 7 martie 2021 13:40 | CS Gloria 2018 Bistrița-Năsăud II | 23 - 28 | CSM Deva   | Sala Sporturilor, Târgu Jiu Arbitri: Stamatoiu, Ciutacu |
| 7 martie 2021 13:40 | Tetean 6                          | (14-13) | Croitoru 8 | Sala Sporturilor, Târgu Jiu Arbitri: Stamatoiu, Ciutacu |
| 7 martie 2021 13:40 | Cronica                           |         |            | Sala Sporturilor, Târgu Jiu Arbitri: Stamatoiu, Ciutacu |

| 7 martie 2021 16:20 | CNE Sfântu Gheorghe | 27 - 44 | CSM Târgu Jiu | Sala Sporturilor, Târgu Jiu Arbitri: Gorina, Melencu |
| 7 martie 2021 16:20 |                     | (16-25) | Neacșu 10     | Sala Sporturilor, Târgu Jiu Arbitri: Gorina, Melencu |
| 7 martie 2021 16:20 | Cronica             |         |               | Sala Sporturilor, Târgu Jiu Arbitri: Gorina, Melencu |

CSU de Vest Timișoara a stat.

### Etapa XII
| 9 aprilie 2021 13:00 | CS Universitar Oradea | 18 - 25 | CS Gloria 2018 Bistrița-Năsăud II | Sala Sporturilor, Deva Arbitri: Paraschiv, Lungu |
| 9 aprilie 2021 13:00 | Abodi, Boldor 5       | (8-13)  | Pica, Țanc 5                      | Sala Sporturilor, Deva Arbitri: Paraschiv, Lungu |
| 9 aprilie 2021 13:00 | Cronica               |         |                                   | Sala Sporturilor, Deva Arbitri: Paraschiv, Lungu |

| 9 aprilie 2021 15:40 | CSM Deva | 32 - 17 | CNE Sfântu Gheorghe | Sala Sporturilor, Deva Arbitri: Fiscu, Baghiu |
| 9 aprilie 2021 15:40 | Malac 8  | (15-11) | Bichir 5            | Sala Sporturilor, Deva Arbitri: Fiscu, Baghiu |
| 9 aprilie 2021 15:40 | Cronica  |         |                     | Sala Sporturilor, Deva Arbitri: Fiscu, Baghiu |

| 9 aprilie 2021 18:20 | CSM Târgu Jiu | 39 - 24 | CSU de Vest Timișoara | Sala Sporturilor, Deva Arbitri: Pavel, Pențea |
| 9 aprilie 2021 18:20 | Rotaru 7      | (21-8)  | Loi 7                 | Sala Sporturilor, Deva Arbitri: Pavel, Pențea |
| 9 aprilie 2021 18:20 | Cronica       |         |                       | Sala Sporturilor, Deva Arbitri: Pavel, Pențea |

CS Universitatea Reșița a stat.

### Etapa XIII
| 10 aprilie 2021 11:00 | CS Gloria 2018 Bistrița-Năsăud II | 25 - 20 | CS Universitatea Reșița | Sala Sporturilor, Deva Arbitri: Paraschiv, Lungu |
| 10 aprilie 2021 11:00 | Țanc 6                            | (13-11) | Eremici 6               | Sala Sporturilor, Deva Arbitri: Paraschiv, Lungu |
| 10 aprilie 2021 11:00 | Cronica                           |         |                         | Sala Sporturilor, Deva Arbitri: Paraschiv, Lungu |

| 10 aprilie 2021 13:40 | CNE Sfântu Gheorghe | 26 - 31 | CS Universitar Oradea | Sala Sporturilor, Deva Arbitri: Fiscu, Baghiu |
| 10 aprilie 2021 13:40 | Bichir 8            | (15-14) | Boldor, Tudose 6      | Sala Sporturilor, Deva Arbitri: Fiscu, Baghiu |
| 10 aprilie 2021 13:40 | Cronica             |         |                       | Sala Sporturilor, Deva Arbitri: Fiscu, Baghiu |

| 10 aprilie 2021 16:20 | CSU de Vest Timișoara | 23 - 35 | CSM Deva  | Sala Sporturilor, Deva Arbitri: Pavel, Pențea |
| 10 aprilie 2021 16:20 |                       | (19-11) | Klimek 10 | Sala Sporturilor, Deva Arbitri: Pavel, Pențea |
| 10 aprilie 2021 16:20 | Cronica               |         |           | Sala Sporturilor, Deva Arbitri: Pavel, Pențea |

CSM Târgu Jiu a stat.

### Etapa XIV
| 11 aprilie 2021 10:00 | CS Universitatea Reșița | 26 - 28 | CNE Sfântu Gheorghe | Sala Sporturilor, Deva Arbitri: Paraschiv, Lungu |
| 11 aprilie 2021 10:00 | (14-13)                 |         |                     | Sala Sporturilor, Deva Arbitri: Paraschiv, Lungu |
| 11 aprilie 2021 10:00 | Cronica                 |         |                     | Sala Sporturilor, Deva Arbitri: Paraschiv, Lungu |

| 11 aprilie 2021 12:40 | CS Universitar Oradea | 30 - 32 | CSU de Vest Timișoara | Sala Sporturilor, Deva Arbitri: Fiscu, Baghiu |
| 11 aprilie 2021 12:40 | (13-16)               |         |                       | Sala Sporturilor, Deva Arbitri: Fiscu, Baghiu |
| 11 aprilie 2021 12:40 | Cronica               |         |                       | Sala Sporturilor, Deva Arbitri: Fiscu, Baghiu |

| 11 aprilie 2021 15:20 | CSM Deva | 29 - 23 | CSM Târgu Jiu | Sala Sporturilor, Deva Arbitri: Stark, Ștefan |
| 11 aprilie 2021 15:20 | (14-12)  |         |               | Sala Sporturilor, Deva Arbitri: Stark, Ștefan |
| 11 aprilie 2021 15:20 | Cronica  |         |               | Sala Sporturilor, Deva Arbitri: Stark, Ștefan |

CS Gloria 2018 Bistrița-Năsăud II a stat.

## Seria C

### Clasament
|  | Echipe care vor participa la turneul final |

Clasament valabil pe 12 aprilie 2021, refăcut după eliminarea rezultatelor echipelor CSM București II, CNE Râmnicu Vâlcea și ACS Amy Slatina, fără drept de promovare.
| Poz. | Echipa                | J | V | E | Î | GM  | GP  | DG   | P  |
| ---- | --------------------- | - | - | - | - | --- | --- | ---- | -- |
| 1    | CSU Știința București | 6 | 6 | 0 | 0 | 132 | 99  | + 33 | 18 |
| 2    | CSU Neptun Constanța  | 6 | 4 | 0 | 2 | 159 | 139 | + 20 | 12 |
| 3    | HCM Slobozia          | 6 | 2 | 0 | 4 | 145 | 147 | – 1  | 6  |
| 4    | CS Danubius Călărași  | 6 | 0 | 0 | 6 | 92  | 170 | – 78 | 0  |

Clasament valabil pe 12 aprilie 2021.
| Poz. | Echipa                | J  | V  | E | Î  | GM  | GP  | DG    | P  |
| ---- | --------------------- | -- | -- | - | -- | --- | --- | ----- | -- |
| 1    | CSU Știința București | 12 | 11 | 1 | 0  | 299 | 226 | + 73  | 34 |
| 2    | CSU Neptun Constanța  | 12 | 9  | 1 | 2  | 330 | 278 | + 52  | 28 |
| 3    | CSM București II      | 12 | 7  | 1 | 4  | 342 | 288 | + 55  | 21 |
| 4    | CNE Râmnicu Vâlcea    | 12 | 5  | 2 | 5  | 301 | 285 | + 16  | 17 |
| 5    | HCM Slobozia          | 12 | 5  | 1 | 6  | 295 | 294 | + 1   | 16 |
| 6    | CS Danubius Călărași  | 12 | 2  | 0 | 10 | 241 | 304 | – 63  | 6  |
| 7    | ACS Amy Slatina       | 12 | 0  | 0 | 12 | 189 | 322 | – 133 | 0  |

### Rezultate în tur
Date oficiale publicate de Federația Română de Handbal

### Etapa I
| 2 decembrie 2020 | CS Danubius Călărași | 10 – 0 | ACS Amy Slatina | Sala „Dumitru Popescu Colibași”, Brașov |
| 2 decembrie 2020 | Cronica              |        |                 | Sala „Dumitru Popescu Colibași”, Brașov |
| 2 decembrie 2020 |                      |        |                 | Sala „Dumitru Popescu Colibași”, Brașov |

| 2 decembrie 2020 16:20 | CSU Știința București | 22 - 22 | CNE Râmnicu Vâlcea | Sala „Dumitru Popescu Colibași”, Brașov Arbitri: Agliceriu, Turdean |
| 2 decembrie 2020 16:20 | Leahu 10              | (9-12)  | Ghețu, Lupei 5     | Sala „Dumitru Popescu Colibași”, Brașov Arbitri: Agliceriu, Turdean |
| 2 decembrie 2020 16:20 | Cronica               |         |                    | Sala „Dumitru Popescu Colibași”, Brașov Arbitri: Agliceriu, Turdean |

| 2 decembrie 2020 19:00 | CSM București II | 38 - 25 | HCM Slobozia | Sala „Dumitru Popescu Colibași”, Brașov Arbitri: Arsene, Bontea |
| 2 decembrie 2020 19:00 | Dumitrașcu 8     | (18-15) | Sava 8       | Sala „Dumitru Popescu Colibași”, Brașov Arbitri: Arsene, Bontea |
| 2 decembrie 2020 19:00 | Cronica          |         |              | Sala „Dumitru Popescu Colibași”, Brașov Arbitri: Arsene, Bontea |

CSU Neptun Constanța a stat.

### Etapa II
| 3 decembrie 2020 13:40 | HCM Slobozia | 18 - 20 | CSU Știința București | Sala „Dumitru Popescu Colibași”, Brașov Arbitri: Arsene, Bontea |
| 3 decembrie 2020 13:40 | Sava 5       | (7-11)  | Mălăncuș 6            | Sala „Dumitru Popescu Colibași”, Brașov Arbitri: Arsene, Bontea |
| 3 decembrie 2020 13:40 | Cronica      |         |                       | Sala „Dumitru Popescu Colibași”, Brașov Arbitri: Arsene, Bontea |

| 3 decembrie 2020 16:20 | CSU Neptun Constanța | 27 - 27 | CSM București II | Sala „Dumitru Popescu Colibași”, Brașov Arbitri: Ali, Mihordea |
| 3 decembrie 2020 16:20 | Stănciulescu 8       | (10-12) | Stoica 13        | Sala „Dumitru Popescu Colibași”, Brașov Arbitri: Ali, Mihordea |
| 3 decembrie 2020 16:20 | Cronica              |         |                  | Sala „Dumitru Popescu Colibași”, Brașov Arbitri: Ali, Mihordea |

| 3 decembrie 2020 19:00 | CNE Râmnicu Vâlcea | 29 - 24 | CS Danubius Călărași | Sala „Dumitru Popescu Colibași”, Brașov Arbitri: Badea, Ungureanu |
| 3 decembrie 2020 19:00 | Lixăndroiu 9       | (15-17) |                      | Sala „Dumitru Popescu Colibași”, Brașov Arbitri: Badea, Ungureanu |
| 3 decembrie 2020 19:00 | Cronica            |         |                      | Sala „Dumitru Popescu Colibași”, Brașov Arbitri: Badea, Ungureanu |

ACS Amy Slatina a stat.

### Etapa III
| 4 decembrie 2020 | ACS Amy Slatina | 0 – 10 | CNE Râmnicu Vâlcea | Sala „Dumitru Popescu Colibași”, Brașov |
| 4 decembrie 2020 | Cronica         |        |                    | Sala „Dumitru Popescu Colibași”, Brașov |
| 4 decembrie 2020 |                 |        |                    | Sala „Dumitru Popescu Colibași”, Brașov |

| 4 decembrie 2020 13:40 | CS Danubius Călărași | 25 - 31 | HCM Slobozia | Sala „Dumitru Popescu Colibași”, Brașov Arbitri: Ali, Mihordea |
| 4 decembrie 2020 13:40 | Pal 9                | (13-17) | Tabarcea 9   | Sala „Dumitru Popescu Colibași”, Brașov Arbitri: Ali, Mihordea |
| 4 decembrie 2020 13:40 | Cronica              |         |              | Sala „Dumitru Popescu Colibași”, Brașov Arbitri: Ali, Mihordea |

| 4 decembrie 2020 16:20 | CSU Știința București | 23 - 21 | CSU Neptun Constanța | Sala „Dumitru Popescu Colibași”, Brașov Arbitri: Badea, Ungureanu |
| 4 decembrie 2020 16:20 | Leahu 6               | (11-11) | Stănciulescu 8       | Sala „Dumitru Popescu Colibași”, Brașov Arbitri: Badea, Ungureanu |
| 4 decembrie 2020 16:20 | Cronica               |         |                      | Sala „Dumitru Popescu Colibași”, Brașov Arbitri: Badea, Ungureanu |

CSM București II a stat.

### Etapa IV
| 5 decembrie 2020 10:00 | CSM București II | 23 - 24 | CSU Știința București | Sala „Dumitru Popescu Colibași”, Brașov Arbitri: Agliceriu, Turdean |
| 5 decembrie 2020 10:00 | Petre 10         | (12-15) | Grigoraș 10           | Sala „Dumitru Popescu Colibași”, Brașov Arbitri: Agliceriu, Turdean |
| 5 decembrie 2020 10:00 | Cronica          |         |                       | Sala „Dumitru Popescu Colibași”, Brașov Arbitri: Agliceriu, Turdean |

| 5 decembrie 2020 12:40 | CSU Neptun Constanța | 33 - 23 | CS Danubius Călărași | Sala „Dumitru Popescu Colibași”, Brașov Arbitri: Arsene, Bontea |
| 5 decembrie 2020 12:40 | Stănciulescu 6       | (17-9)  |                      | Sala „Dumitru Popescu Colibași”, Brașov Arbitri: Arsene, Bontea |
| 5 decembrie 2020 12:40 | Cronica              |         |                      | Sala „Dumitru Popescu Colibași”, Brașov Arbitri: Arsene, Bontea |

| 5 decembrie 2020 | HCM Slobozia | 10 – 0 | ACS Amy Slatina | Sala „Dumitru Popescu Colibași”, Brașov |
| 5 decembrie 2020 | Cronica      |        |                 | Sala „Dumitru Popescu Colibași”, Brașov |
| 5 decembrie 2020 |              |        |                 | Sala „Dumitru Popescu Colibași”, Brașov |

CNE Râmnicu Vâlcea a stat.

### Etapa V
| 11 februarie 2021 13:00 | CS Danubius Călărași | 32 - 40 | CSM București II          | Sala de Sport a Colegiului Energetic, Râmnicu Vâlcea Arbitri: Chicuș, Olteanu |
| 11 februarie 2021 13:00 |                      | (13-18) | Csavar, Gheorghe, Mihai 7 | Sala de Sport a Colegiului Energetic, Râmnicu Vâlcea Arbitri: Chicuș, Olteanu |
| 11 februarie 2021 13:00 | Cronica              |         |                           | Sala de Sport a Colegiului Energetic, Râmnicu Vâlcea Arbitri: Chicuș, Olteanu |

| 11 februarie 2021 15:40 | ACS Amy Slatina | 20 - 29 | CSU Neptun Constanța | Sala de Sport a Colegiului Energetic, Râmnicu Vâlcea Arbitri: Avădani, Popovici |
| 11 februarie 2021 15:40 |                 | (9-16)  | Stănciulescu 9       | Sala de Sport a Colegiului Energetic, Râmnicu Vâlcea Arbitri: Avădani, Popovici |
| 11 februarie 2021 15:40 | Cronica         |         |                      | Sala de Sport a Colegiului Energetic, Râmnicu Vâlcea Arbitri: Avădani, Popovici |

| 11 februarie 2021 18:20 | CNE Râmnicu Vâlcea | 28 – 28 | HCM Slobozia | Sala de Sport a Colegiului Energetic, Râmnicu Vâlcea Arbitri: Gorina, Melencu |
| 11 februarie 2021 18:20 | Coman, Țîrle 5     | (14-15) | Sava 9       | Sala de Sport a Colegiului Energetic, Râmnicu Vâlcea Arbitri: Gorina, Melencu |
| 11 februarie 2021 18:20 | Cronica            |         |              | Sala de Sport a Colegiului Energetic, Râmnicu Vâlcea Arbitri: Gorina, Melencu |

CSU Știința București a stat.

### Etapa VI
| 12 februarie 2021 11:00 | CSU Știința București | 30 - 16 | CS Danubius Călărași | Sala de Sport a Colegiului Energetic, Râmnicu Vâlcea Arbitri: Chicuș, Olteanu |
| 12 februarie 2021 11:00 | Mălăncuș 7            | (16-9)  |                      | Sala de Sport a Colegiului Energetic, Râmnicu Vâlcea Arbitri: Chicuș, Olteanu |
| 12 februarie 2021 11:00 | Cronica               |         |                      | Sala de Sport a Colegiului Energetic, Râmnicu Vâlcea Arbitri: Chicuș, Olteanu |

| 12 februarie 2021 13:40 | CSM București II | 36 - 21 | ACS Amy Slatina | Sala de Sport a Colegiului Energetic, Râmnicu Vâlcea Arbitri: Avădani, Popovici |
| 12 februarie 2021 13:40 |                  | (17-10) | Stănciulescu 9  | Sala de Sport a Colegiului Energetic, Râmnicu Vâlcea Arbitri: Avădani, Popovici |
| 12 februarie 2021 13:40 | Cronica          |         |                 | Sala de Sport a Colegiului Energetic, Râmnicu Vâlcea Arbitri: Avădani, Popovici |

| 12 februarie 2021 16:20 | CSU Neptun Constanța | 21 – 18 | CNE Râmnicu Vâlcea | Sala de Sport a Colegiului Energetic, Râmnicu Vâlcea Arbitri: Gorina, Melencu |
| 12 februarie 2021 16:20 | Pintilie 7           | (9-12)  | Coman 7            | Sala de Sport a Colegiului Energetic, Râmnicu Vâlcea Arbitri: Gorina, Melencu |
| 12 februarie 2021 16:20 | Cronica              |         |                    | Sala de Sport a Colegiului Energetic, Râmnicu Vâlcea Arbitri: Gorina, Melencu |

HCM Slobozia a stat.

### Etapa VII
| 13 februarie 2021 11:00 | HCM Slobozia | 18 - 25 | CSU Neptun Constanța | Sala de Sport a Colegiului Energetic, Râmnicu Vâlcea Arbitri: Avădani, Popovici |
| 13 februarie 2021 11:00 | Tabarcea 4   | (7-12)  | Moldoveanu 6         | Sala de Sport a Colegiului Energetic, Râmnicu Vâlcea Arbitri: Avădani, Popovici |
| 13 februarie 2021 11:00 | Cronica      |         |                      | Sala de Sport a Colegiului Energetic, Râmnicu Vâlcea Arbitri: Avădani, Popovici |

| 13 februarie 2021 13:40 | CNE Râmnicu Vâlcea | 29 - 28 | CSM București II | Sala de Sport a Colegiului Energetic, Râmnicu Vâlcea Arbitri: Chicuș, Olteanu |
| 13 februarie 2021 13:40 | Lixăndroiu 12      | (14-18) | Dumitrașcu 8     | Sala de Sport a Colegiului Energetic, Râmnicu Vâlcea Arbitri: Chicuș, Olteanu |
| 13 februarie 2021 13:40 | Cronica            |         |                  | Sala de Sport a Colegiului Energetic, Râmnicu Vâlcea Arbitri: Chicuș, Olteanu |

| 13 februarie 2021 16:20 | ACS Amy Slatina | 13 – 32 | CSU Știința București | Sala de Sport a Colegiului Energetic, Râmnicu Vâlcea Arbitri: Gorina, Melencu |
| 13 februarie 2021 16:20 |                 | (6-13)  | Drăgan 6              | Sala de Sport a Colegiului Energetic, Râmnicu Vâlcea Arbitri: Gorina, Melencu |
| 13 februarie 2021 16:20 | Cronica         |         |                       | Sala de Sport a Colegiului Energetic, Râmnicu Vâlcea Arbitri: Gorina, Melencu |

CS Danubius Călărași a stat.

### Clasament tur
Clasament valabil pe 13 februarie 2021, la finalul turului.
| Poz. | Echipa                | J | V | E | Î | GM  | GP  | DG   | P  |
| ---- | --------------------- | - | - | - | - | --- | --- | ---- | -- |
| 1    | CSU Știința București | 6 | 5 | 1 | 0 | 151 | 113 | + 38 | 16 |
| 2    | CSU Neptun Constanța  | 6 | 4 | 1 | 1 | 155 | 129 | + 26 | 13 |
| 3    | CNE Râmnicu Vâlcea    | 6 | 3 | 2 | 1 | 136 | 123 | + 13 | 11 |
| 4    | CSM București II      | 6 | 3 | 1 | 2 | 192 | 158 | + 34 | 10 |
| 5    | HCM Slobozia          | 6 | 2 | 1 | 3 | 130 | 136 | – 6  | 7  |
| 6    | CS Danubius Călărași  | 6 | 1 | 0 | 5 | 130 | 162 | – 32 | 3  |
| 7    | ACS Amy Slatina       | 6 | 0 | 0 | 6 | 54  | 127 | – 73 | 0  |

### Rezultate în retur
Date oficiale publicate de Federația Română de Handbal

### Etapa VIII
| 14 februarie 2021 10:00 | ACS Amy Slatina | 25 – 26 | CS Danubius Călărași | Sala de Sport a Colegiului Energetic, Râmnicu Vâlcea Arbitri: Chicuș, Olteanu |
| 14 februarie 2021 10:00 |                 | (12-15) | Gherghiceanu 14      | Sala de Sport a Colegiului Energetic, Râmnicu Vâlcea Arbitri: Chicuș, Olteanu |
| 14 februarie 2021 10:00 | Cronica         |         |                      | Sala de Sport a Colegiului Energetic, Râmnicu Vâlcea Arbitri: Chicuș, Olteanu |

| 14 februarie 2021 12:40 | HCM Slobozia | 27 - 28 | CSM București II | Sala de Sport a Colegiului Energetic, Râmnicu Vâlcea Arbitri: Avădani, Popovici |
| 14 februarie 2021 12:40 | Polismac 7   | (13-16) | Mohamed 7        | Sala de Sport a Colegiului Energetic, Râmnicu Vâlcea Arbitri: Avădani, Popovici |
| 14 februarie 2021 12:40 | Cronica      |         |                  | Sala de Sport a Colegiului Energetic, Râmnicu Vâlcea Arbitri: Avădani, Popovici |

| 14 februarie 2021 16:20 | CNE Râmnicu Vâlcea | 25 - 28 | CSU Știința București | Sala de Sport a Colegiului Energetic, Râmnicu Vâlcea Arbitri: Gorina, Melencu |
| 14 februarie 2021 16:20 | (7-14)             |         |                       | Sala de Sport a Colegiului Energetic, Râmnicu Vâlcea Arbitri: Gorina, Melencu |
| 14 februarie 2021 16:20 | Cronica            |         |                       | Sala de Sport a Colegiului Energetic, Râmnicu Vâlcea Arbitri: Gorina, Melencu |

CSU Neptun Constanța a stat.

### Etapa IX
| 5 martie 2021 13:00 | CS Danubius Călărași | 28 - 30 | CNE Râmnicu Vâlcea | Sala Sporturilor „Andreea Nica”, Slobozia Arbitri: Chirițoiu, Neagu |
| 5 martie 2021 13:00 |                      | (15-15) | Țîrle 10           | Sala Sporturilor „Andreea Nica”, Slobozia Arbitri: Chirițoiu, Neagu |
| 5 martie 2021 13:00 | Cronica              |         |                    | Sala Sporturilor „Andreea Nica”, Slobozia Arbitri: Chirițoiu, Neagu |

| 5 martie 2021 15:40 | CSM București II | 23 - 32 | CSU Neptun Constanța | Sala Sporturilor „Andreea Nica”, Slobozia Arbitri: Arsene, Bontea |
| 5 martie 2021 15:40 | Csavar, Stoica 7 | (11-14) | Moldoveanu 9         | Sala Sporturilor „Andreea Nica”, Slobozia Arbitri: Arsene, Bontea |
| 5 martie 2021 15:40 | Cronica          |         |                      | Sala Sporturilor „Andreea Nica”, Slobozia Arbitri: Arsene, Bontea |

| 5 martie 2021 18:20 | CSU Știința București | 24 - 23 | HCM Slobozia | Sala Sporturilor „Andreea Nica”, Slobozia Arbitri: Lungu, Paraschiv |
| 5 martie 2021 18:20 | Grigoraș 8            | (13-14) | Gheorghe 9   | Sala Sporturilor „Andreea Nica”, Slobozia Arbitri: Lungu, Paraschiv |
| 5 martie 2021 18:20 | Cronica               |         |              | Sala Sporturilor „Andreea Nica”, Slobozia Arbitri: Lungu, Paraschiv |

ACS Amy Slatina a stat.

### Etapa X
| 6 martie 2021 11:00 | CNE Râmnicu Vâlcea | 35 – 20 | ACS Amy Slatina | Sala Sporturilor „Andreea Nica”, Slobozia Arbitri: Lungu, Paraschiv |
| 6 martie 2021 11:00 | (15-10)            |         |                 | Sala Sporturilor „Andreea Nica”, Slobozia Arbitri: Lungu, Paraschiv |
| 6 martie 2021 11:00 | Cronica            |         |                 | Sala Sporturilor „Andreea Nica”, Slobozia Arbitri: Lungu, Paraschiv |

| 6 martie 2021 13:40 | CSU Neptun Constanța | 21 - 25 | CSU Știința București | Sala Sporturilor „Andreea Nica”, Slobozia Arbitri: Chirițoiu, Neagu |
| 6 martie 2021 13:40 | Pintilie 8           | (7-13)  | Grigoraș 9            | Sala Sporturilor „Andreea Nica”, Slobozia Arbitri: Chirițoiu, Neagu |
| 6 martie 2021 13:40 | Cronica              |         |                       | Sala Sporturilor „Andreea Nica”, Slobozia Arbitri: Chirițoiu, Neagu |

| 6 martie 2021 16:20 | HCM Slobozia | 33 - 29 | CS Danubius Călărași | Sala Sporturilor „Andreea Nica”, Slobozia Arbitri: Arsene, Bontea |
| 6 martie 2021 16:20 | Polismac 8   | (19-14) | Vîlcu 8              | Sala Sporturilor „Andreea Nica”, Slobozia Arbitri: Arsene, Bontea |
| 6 martie 2021 16:20 | Cronica      |         |                      | Sala Sporturilor „Andreea Nica”, Slobozia Arbitri: Arsene, Bontea |

CSM București II a stat.

### Etapa XI
| 7 martie 2021 11:00 | CSU Știința București | 28 - 26 | CSM București II | Sala Sporturilor „Andreea Nica”, Slobozia Arbitri: Chirițoiu, Neagu |
| 7 martie 2021 11:00 | Mălăncuș 8            | (11-14) | Stoica 6         | Sala Sporturilor „Andreea Nica”, Slobozia Arbitri: Chirițoiu, Neagu |
| 7 martie 2021 11:00 | Cronica               |         |                  | Sala Sporturilor „Andreea Nica”, Slobozia Arbitri: Chirițoiu, Neagu |

| 7 martie 2021 13:40 | CS Danubius Călărași | 28 - 34 | CSU Neptun Constanța   | Sala Sporturilor „Andreea Nica”, Slobozia Arbitri: Lungu, Paraschiv |
| 7 martie 2021 13:40 |                      | (15-16) | Moldoveanu, Pintilie 8 | Sala Sporturilor „Andreea Nica”, Slobozia Arbitri: Lungu, Paraschiv |
| 7 martie 2021 13:40 | Cronica              |         |                        | Sala Sporturilor „Andreea Nica”, Slobozia Arbitri: Lungu, Paraschiv |

| 7 martie 2021 16:20 | ACS Amy Slatina | 29 – 32 | HCM Slobozia | Sala Sporturilor „Andreea Nica”, Slobozia Arbitri: Arsene, Bontea |
| 7 martie 2021 16:20 |                 | (16-14) | Gheorghe 16  | Sala Sporturilor „Andreea Nica”, Slobozia Arbitri: Arsene, Bontea |
| 7 martie 2021 16:20 | Cronica         |         |              | Sala Sporturilor „Andreea Nica”, Slobozia Arbitri: Arsene, Bontea |

CNE Râmnicu Vâlcea a stat.

### Etapa XII
| 9 aprilie 2021 13:00 | CSU Neptun Constanța | 34 - 24 | ACS Amy Slatina | Sala Sporturilor „Andreea Nica”, Slobozia Arbitri: Arsene, Bontea |
| 9 aprilie 2021 13:00 | Moldoveanu 9         | (21-13) |                 | Sala Sporturilor „Andreea Nica”, Slobozia Arbitri: Arsene, Bontea |
| 9 aprilie 2021 13:00 | Cronica              |         |                 | Sala Sporturilor „Andreea Nica”, Slobozia Arbitri: Arsene, Bontea |

| 9 aprilie 2021 18:20 | HCM Slobozia | 28 – 24 | CNE Râmnicu Vâlcea | Sala Sporturilor „Andreea Nica”, Slobozia Arbitri: Eremia, Cruceru |
| 9 aprilie 2021 18:20 | Gheorghe 7   | (13-10) | Ailincăi 8         | Sala Sporturilor „Andreea Nica”, Slobozia Arbitri: Eremia, Cruceru |
| 9 aprilie 2021 18:20 | Cronica      |         |                    | Sala Sporturilor „Andreea Nica”, Slobozia Arbitri: Eremia, Cruceru |

| 9 aprilie 2021 | CSM București II | 10 - 0 | CS Danubius Călărași | Sala Sporturilor „Andreea Nica”, Slobozia |
| 9 aprilie 2021 | Cronica          |        |                      | Sala Sporturilor „Andreea Nica”, Slobozia |
| 9 aprilie 2021 |                  |        |                      | Sala Sporturilor „Andreea Nica”, Slobozia |

CSU Știința București a stat.

### Etapa XIII
| 10 aprilie 2021 11:00 | ACS Amy Slatina | 19 - 35 | CSM București II | Sala Sporturilor „Andreea Nica”, Slobozia Arbitri: Eremia, Cruceru |
| 10 aprilie 2021 11:00 |                 | (8-19)  | Mihai 7          | Sala Sporturilor „Andreea Nica”, Slobozia Arbitri: Eremia, Cruceru |
| 10 aprilie 2021 11:00 | Cronica         |         |                  | Sala Sporturilor „Andreea Nica”, Slobozia Arbitri: Eremia, Cruceru |

| 10 aprilie 2021 13:40 | CNE Râmnicu Vâlcea | 27 – 30 | CSU Neptun Constanța | Sala Sporturilor „Andreea Nica”, Slobozia Arbitri: Arsene, Bontea |
| 10 aprilie 2021 13:40 | Ailincăi 8         | (9-13)  | Stănciulescu 11      | Sala Sporturilor „Andreea Nica”, Slobozia Arbitri: Arsene, Bontea |
| 10 aprilie 2021 13:40 | Cronica            |         |                      | Sala Sporturilor „Andreea Nica”, Slobozia Arbitri: Arsene, Bontea |

| 10 aprilie 2021 | CS Danubius Călărași | 0 - 10 | CSU Știința București | Sala Sporturilor „Andreea Nica”, Slobozia |
| 10 aprilie 2021 | (16-9)               |        |                       | Sala Sporturilor „Andreea Nica”, Slobozia |
| 10 aprilie 2021 | Cronica              |        |                       | Sala Sporturilor „Andreea Nica”, Slobozia |

HCM Slobozia a stat.

### Etapa XIV
| 11 aprilie 2021 10:00 | CSU Știința București | 33 – 18 | ACS Amy Slatina | Sala Sporturilor „Andreea Nica”, Slobozia Arbitri: Chirițoiu, Neagu |
| 11 aprilie 2021 10:00 | Drăgan 7              | (16-7)  |                 | Sala Sporturilor „Andreea Nica”, Slobozia Arbitri: Chirițoiu, Neagu |
| 11 aprilie 2021 10:00 | Cronica               |         |                 | Sala Sporturilor „Andreea Nica”, Slobozia Arbitri: Chirițoiu, Neagu |

| 11 aprilie 2021 12:40 | CSM București II | 28 - 24 | CNE Râmnicu Vâlcea | Sala Sporturilor „Andreea Nica”, Slobozia Arbitri: Arsene, Bontea |
| 11 aprilie 2021 12:40 | Csavar 10        | (17-10) |                    | Sala Sporturilor „Andreea Nica”, Slobozia Arbitri: Arsene, Bontea |
| 11 aprilie 2021 12:40 | Cronica          |         |                    | Sala Sporturilor „Andreea Nica”, Slobozia Arbitri: Arsene, Bontea |

| 11 aprilie 2021 15:20 | CSU Neptun Constanța | 24 - 22 | HCM Slobozia | Sala Sporturilor „Andreea Nica”, Slobozia Arbitri: Eremia, Cruceru |
| 11 aprilie 2021 15:20 | Pal, Pintilie 6      | (13-10) | Sava 8       | Sala Sporturilor „Andreea Nica”, Slobozia Arbitri: Eremia, Cruceru |
| 11 aprilie 2021 15:20 | Cronica              |         |              | Sala Sporturilor „Andreea Nica”, Slobozia Arbitri: Eremia, Cruceru |

CS Danubius Călărași a stat.

## Turneul final
Echipele clasate pe primele două locuri și echipele clasate pe cele mai bune două locuri 3 în fiecare din cele trei serii au avansat la turneul final, care s-a desfășurat pe parcursul a trei zile. Echipele au fost grupate câte două și au jucat, în prima zi, una împotriva celeilalte într-un singur meci. Echipa de pe locul 1 în Seria A a jucat împotriva echipei clasate pe al doilea cel mai bun loc 3, echipa de pe locul 2 în Seria A a jucat împotriva echipei clasate pe cel mai bun loc 3, echipa de pe locul 1 în Seria B a jucat împotriva echipei clasate pe locul 2 în Seria C iar echipa de pe locul 2 în Seria B a jucat împotriva echipei clasate pe locul 1 în Seria C. În a doua zi, echipele învinse au fost grupate câte două și au jucat una împotriva celeilalte, iar echipele învingătoare au jucat semifinale. Echipele învinse au jucat pentru stabilirea locului în clasamentul turneului, câștigătoarele semifinalelor s-aur înfruntat în finală, iar învinsele semifinalelor în finala mică, în a treia zi a turneului. Dacă partidele jucate în faza meciurilor de clasament, a finalei mici și a finalei s-ar fi terminat după 60 de minute la egalitate, s-ar fi executat aruncări de la 7 metri. Echipele clasate pe locurile 1 și 2 după terminarea turneului final au promovat direct în Liga Națională, în timp ce echipele clasate pe locurile 3 și 4 au susținut jocuri de baraj cu echipele care au termina sezonul 2020-2021 al Ligii Naționale pe locurile 11 și 12.

### Meciurile preliminare
| 14 mai 2021 10:00 | Corona Brașov | 35 - 19 | CS Universitar Oradea | Sala Polivalentă, Blejoi Arbitri: Lungu, Paraschiv |
| 14 mai 2021 10:00 | Tîrcă 8       | (18-8)  | Boldor 7              | Sala Polivalentă, Blejoi Arbitri: Lungu, Paraschiv |
| 14 mai 2021 10:00 | Cronica       |         |                       | Sala Polivalentă, Blejoi Arbitri: Lungu, Paraschiv |

| 14 mai 2021 13:40 | HCF Piatra Neamț     | 22 - 25 (Prel.) | CSM Roman | Sala Polivalentă, Blejoi Arbitri: Doană, Gociu |
| 14 mai 2021 13:40 | Mazilu 7             | (10-10)         | Adin 8    | Sala Polivalentă, Blejoi Arbitri: Doană, Gociu |
| 14 mai 2021 13:40 | Cronica              |                 |           | Sala Polivalentă, Blejoi Arbitri: Doană, Gociu |
| 14 mai 2021 13:40 | FT: 21-21 Prel.: 1-4 |                 |           | Sala Polivalentă, Blejoi Arbitri: Doană, Gociu |

| 14 mai 2021 16:20 | CSM Deva                     | 27 - 17 | CSU Neptun Constanța | Sala Polivalentă, Blejoi Arbitri: Ciulei, Stoia |
| 14 mai 2021 16:20 | Cherecheși, Klimek, Stroia 6 | (12-8)  | Moldoveanu 5         | Sala Polivalentă, Blejoi Arbitri: Ciulei, Stoia |
| 14 mai 2021 16:20 | Cronica                      |         |                      | Sala Polivalentă, Blejoi Arbitri: Ciulei, Stoia |

| 14 mai 2021 18:40 | CSM Târgu Jiu        | 33 - 34 (Prel.) | CSU Știința București | Sala Polivalentă, Blejoi Arbitri: Agliceriu, Turdean |
| 14 mai 2021 18:40 | Șamanț 11            | (12-14)         | Mălăncuș 10           | Sala Polivalentă, Blejoi Arbitri: Agliceriu, Turdean |
| 14 mai 2021 18:40 | Cronica              |                 |                       | Sala Polivalentă, Blejoi Arbitri: Agliceriu, Turdean |
| 14 mai 2021 18:40 | FT: 25-25 Prel.: 8-9 |                 |                       | Sala Polivalentă, Blejoi Arbitri: Agliceriu, Turdean |

| 15 mai 2021 10:00 | CS Universitar Oradea | 24 - 29 | CSM Târgu Jiu          | Sala Polivalentă, Blejoi Arbitri: Lungu, Paraschiv |
| 15 mai 2021 10:00 | Boldor 8              | (11-16) | Ivanenko, Zinatulina 6 | Sala Polivalentă, Blejoi Arbitri: Lungu, Paraschiv |
| 15 mai 2021 10:00 | Cronica               |         |                        | Sala Polivalentă, Blejoi Arbitri: Lungu, Paraschiv |

| 15 mai 2021 12:40 | HCF Piatra Neamț | 24 - 29 | CSU Neptun Constanța | Sala Polivalentă, Blejoi Arbitri: Ciulei, Stoia |
| 15 mai 2021 12:40 | Miron 8          | (12-16) | Stănciulescu 8       | Sala Polivalentă, Blejoi Arbitri: Ciulei, Stoia |
| 15 mai 2021 12:40 | Cronica          |         |                      | Sala Polivalentă, Blejoi Arbitri: Ciulei, Stoia |

### Semifinalele
| 15 mai 2021 15:20 | Corona Brașov        | 26 - 28 (Prel.) | CSU Știința București | Sala Polivalentă, Blejoi Arbitri: Agliceriu, Turdean |
| 15 mai 2021 15:20 | Tîrcă 8              | (14-14)         | Coman, Drăgan 6       | Sala Polivalentă, Blejoi Arbitri: Agliceriu, Turdean |
| 15 mai 2021 15:20 | Cronica              |                 |                       | Sala Polivalentă, Blejoi Arbitri: Agliceriu, Turdean |
| 15 mai 2021 15:20 | FT: 25-25 Prel.: 1-4 |                 |                       | Sala Polivalentă, Blejoi Arbitri: Agliceriu, Turdean |

| 15 mai 2021 17:40 | CSM Roman | 26 - 37 | CSM Deva | Sala Polivalentă, Blejoi Arbitri: Doană, Gociu |
| 15 mai 2021 17:40 | Adin 7    | (12-20) | Malac 10 | Sala Polivalentă, Blejoi Arbitri: Doană, Gociu |
| 15 mai 2021 17:40 | Cronica   |         |          | Sala Polivalentă, Blejoi Arbitri: Doană, Gociu |

### Meciurile de clasament

#### Meciul pentru locurile 7–8
| 16 mai 2021 10:00 | HCF Piatra Neamț | 22 - 21 | CS Universitar Oradea | Sala Polivalentă, Blejoi Arbitri: Agliceriu, Turdean |
| 16 mai 2021 10:00 | Miron 10         | (11-13) | Boldor 6              | Sala Polivalentă, Blejoi Arbitri: Agliceriu, Turdean |
| 16 mai 2021 10:00 | Cronica          |         |                       | Sala Polivalentă, Blejoi Arbitri: Agliceriu, Turdean |

#### Meciul pentru locurile 5–6
| 16 mai 2021 12:40 | CSU Neptun Constanța | 26 - 25 | CSM Târgu Jiu | Sala Polivalentă, Blejoi Arbitri: Ciulei, Stoia |
| 16 mai 2021 12:40 | Pintilie 9           | (11-13) | Șamanț 7      | Sala Polivalentă, Blejoi Arbitri: Ciulei, Stoia |
| 16 mai 2021 12:40 | Cronica              |         |               | Sala Polivalentă, Blejoi Arbitri: Ciulei, Stoia |

#### Finala mică
| 16 mai 2021 15:20 | Corona Brașov | 36 - 24 | CSM Roman      | Sala Polivalentă, Blejoi Arbitri: Doană, Gociu |
| 16 mai 2021 15:20 | Gogîrlă 8     | (19-10) | Neamțu, Roșu 6 | Sala Polivalentă, Blejoi Arbitri: Doană, Gociu |
| 16 mai 2021 15:20 | Cronica       |         |                | Sala Polivalentă, Blejoi Arbitri: Doană, Gociu |

#### Finala
| 16 mai 2021 17:20 | CSU Știința București | 21 - 37 | CSM Deva        | Sala Polivalentă, Blejoi Arbitri: Lungu, Paraschiv |
| 16 mai 2021 17:20 | Badea 6               | (12-18) | Klimek, Malac 8 | Sala Polivalentă, Blejoi Arbitri: Lungu, Paraschiv |
| 16 mai 2021 17:20 | Cronica               |         |                 | Sala Polivalentă, Blejoi Arbitri: Lungu, Paraschiv |

### Clasament
|  | Echipe promovate în Liga Națională            |
|  | Echipe care participă la barajul de promovare |

| Loc | Echipă                |
| --- | --------------------- |
|     | CSM Deva              |
|     | CSU Știința București |
|     | Corona Brașov         |
| 4   | CSM Roman             |
| 5   | CSU Neptun Constanța  |
| 6   | CSM Târgu Jiu         |
| 7   | HCF Piatra Neamț      |
| 8   | CS Universitar Oradea |

## Clasamentul marcatoarelor
| Poz. | Nume                       | Echipă                            | Goluri |
| ---- | -------------------------- | --------------------------------- | ------ |
| 1    | Cristina Malac (ROU)       | CSM Deva                          | 88     |
| 2    | Mãlina Bichir (ROU)        | CNE Sfântu Gheorghe               | 68     |
| 2    | Elena Lecu (ROU)           | ACS Amy Slatina                   | 68     |
| 2    | Gabriela Moldoveanu (ROU)  | CSU Neptun Constanța              | 68     |
| 3    | Rebeca Vlădășel (ROU)      | CS Universitatea Reșița           | 67     |
| 4    | Andreea Pintilie (ROU)     | CSU Neptun Constanța              | 64     |
| 5    | Maria Bobu (ROU)           | CSU de Vest Timișoara             | 63     |
| 6    | Cristina Abodi (ROU)       | CS Universitar Oradea             | 61     |
| 6    | Irina Zinatulina (UCR)     | CSM Târgu Jiu                     | 61     |
| 7    | Ștefania Gheorghe (ROU)    | HCM Slobozia                      | 60     |
| 7    | Simona Miron (ROU)         | HCF Piatra Neamț                  | 60     |
| 7    | Mihaela Stănciulescu (ROU) | CSU Neptun Constanța              | 60     |
| 8    | Miruna Pica (ROU)          | CS Gloria 2018 Bistrița-Năsăud II | 57     |
| 9    | Alicia Gogîrlă (ROU)       | Corona Brașov                     | 54     |
| 10   | Adina Grigoraș (ROU)       | CSU Știința București             | 52     |

| Poz. | Nume                       | Echipă                | Goluri |
| ---- | -------------------------- | --------------------- | ------ |
| 1    | Cristina Malac (ROU)       | CSM Deva              | 23     |
| 2    | Simona Miron (ROU)         | HCF Piatra Neamț      | 22     |
| 3    | Roxana Boldor (ROU)        | CS Universitar Oradea | 21     |
| 3    | Diana Șamanț (ROU)         | CSM Târgu Jiu         | 21     |
| 3    | Sorina Tîrcă (ROU)         | Corona Brașov         | 21     |
| 4    | Alicia Gogîrlă (ROU)       | Corona Brașov         | 20     |
| 4    | Sabine Klimek (ROU)        | CSM Deva              | 20     |
| 5    | Ghiulgian Adin (ROU)       | CSM Roman             | 19     |
| 6    | Andreea Pintilie (ROU)     | CSU Neptun Constanța  | 18     |
| 7    | Irina Zinatulina (UCR)     | CSM Târgu Jiu         | 16     |
| 8    | Camelia Mălăncuș (ROU)     | CSU Știința București | 14     |
| 8    | Gabriela Moldoveanu (ROU)  | CSU Neptun Constanța  | 14     |
| 8    | Ioana Neamțu (ROU)         | CSM Roman             | 14     |
| 8    | Cristina Roșu (ROU)        | CSM Roman             | 14     |
| 8    | Mihaela Stănciulescu (ROU) | CSU Neptun Constanța  | 14     |
| 8    | Iulia Stroia (ROU)         | CSM Deva              | 14     |
| 9    | Iulia Bîță (ROU)           | CSU Știința București | 13     |
| 9    | Tamara Smbatian (UCR)      | Corona Brașov         | 13     |
| 10   | Mălina Crețulescu (ROU)    | CSM Roman             | 12     |

| Poz. | Nume                       | Echipă                  | Goluri |
| ---- | -------------------------- | ----------------------- | ------ |
| 1    | Cristina Malac (ROU)       | CSM Deva                | 111    |
| 2    | Gabriela Moldoveanu (ROU)  | CSU Neptun Constanța    | 82     |
| 2    | Simona Miron (ROU)         | HCF Piatra Neamț        | 82     |
| 2    | Andreea Pintilie (ROU)     | CSU Neptun Constanța    | 82     |
| 3    | Irina Zinatulina (UCR)     | CSM Târgu Jiu           | 77     |
| 4    | Alicia Gogîrlă (ROU)       | Corona Brașov           | 74     |
| 4    | Mihaela Stănciulescu (ROU) | CSU Neptun Constanța    | 74     |
| 5    | Cristina Abodi (ROU)       | CS Universitar Oradea   | 72     |
| 6    | Roxana Boldor (ROU)        | CS Universitar Oradea   | 71     |
| 7    | Mãlina Bichir (ROU)        | CNE Sfântu Gheorghe     | 68     |
| 7    | Elena Lecu (ROU)           | ACS Amy Slatina         | 68     |
| 8    | Rebeca Vlădășel (ROU)      | CS Universitatea Reșița | 67     |
| 9    | Ghiulgian Adin (ROU)       | CSM Roman               | 63     |
| 9    | Maria Bobu (ROU)           | CSU de Vest Timișoara   | 63     |
| 9    | Camelia Mălăncuș (ROU)     | CSU Știința București   | 63     |
| 10   | Ștefania Gheorghe (ROU)    | HCM Slobozia            | 60     |